# ناتالی امیری
ناتالی امیری (به انگلیسی: Natalie Amiri) (متولد ۱۹۷۸ در مونیخ) یک خبرنگار رادیو و تلویزیون آلمانی-ایرانی است. او پیشتر
مدیر استودیو آ.ار.د در تهران بوده و از جنگ داخلی سوریه نیز گزارش‌هایی تهیه کرده است. امیری به زبانهای آلمانی، انگلیسی، فرانسوی، فارسی، و عربی تسلط دارد.

## زندگی
امیری در مونیخ به عنوان دختر الن امیری آلمانی و روح‌الله امیری دلال فرش آزاد ایرانی به دنیا آمد و بزرگ شد.پدرش که از یزد آمده بود، در سال ۱۹۶۵ از ایران به آلمان آمد به عنوان کارشناس فرش در اشتوتگارت. او بعداً مغازه فرش خود را در مونیخ در نزدیکی ایزارتور افتتاح کرد. ناتالی امیری برای اولین بار در سال ۱۳۶۱ در جریان جنگ ایران و عراق، مادر و خواهرش را در سفر به ایران همراهی کرد. سه سال بعد، اعضای زن خانواده به کاتولیک گرویدند. در طول دوران تحصیل خود که در مدرسه والدورف گذراند، به مدت پنج ماه در لس آنجلس با یک خانواده یهودی از ایران زندگی کرد.

## کتابشناسی
- بین جهانیان. دربارهٔ قدرت و ناتوانی در ایران. ISBN 978-3-351-03880-9
- افغانستان. بازنده بدون شکست ساخت و ساز، برلین ۲۰۲۲، ISBN 978-3-351-03963-9.
- گنج پنهان مستندات هنری
- زنان شجاع ایران: نمی‌ترسیم! شابک ۹۷۸–۳۹۴۹۵۸۲۲۰۲